# باسل شحاده
باسِل شِحادِه (عربی: باسل شحادة؛ ۳۱ ژانویهٔ ۱۹۸۴ – ۲۸ مهٔ ۲۰۱۲) مهندس، کارگردان فیلم، و دانشمند رایانه اهل سوریه بود.
وی همچنین برندهٔ جوایزی همچون برنامه فولبرایت شده‌است.